# 덴류후타마타역
덴류후타마타역(일본어: 天竜二俣駅)은 일본 시즈오카현 하마마쓰시 덴류구에 있는 철도역이다.
영업 개시부터 사용되어 있는 목조 역사(驛舍)는 국가지정 등록유형문화재에 2007년 3월 등록되었다.

## 타는 곳
| 1 | ■ 덴류하마나코 선 | 가케가와· 방면         |
| 2 | ■ 덴류하마나코 선 | 신조하라 방면          |
| 3 | ■ 덴류하마나코 선 | 가케가와·신조하라 방면 |

## 역세권 정보
구 덴류 시의 중심역이나 주택, 상점이 점재할 뿐만이다. 구 덴류 시의 중심 시가지에는 이웃에 있는 후타마타 혼마치 역이 더 가깝다.
- 국도 제152호선
- 시즈오카 현도 제40호선
- 덴류강
- 덴류 경찰서
- 기관차 공원 - 역 북쪽에 있으며, 주로 후타마타 선에서 사용된 C58형 증기 기관차 389호기가 보존되어 있다.
- 아쿠라 역전관장 - 키하20형 디젤 동차 및 나하네20형 침대 객차가 보존되어 있다.

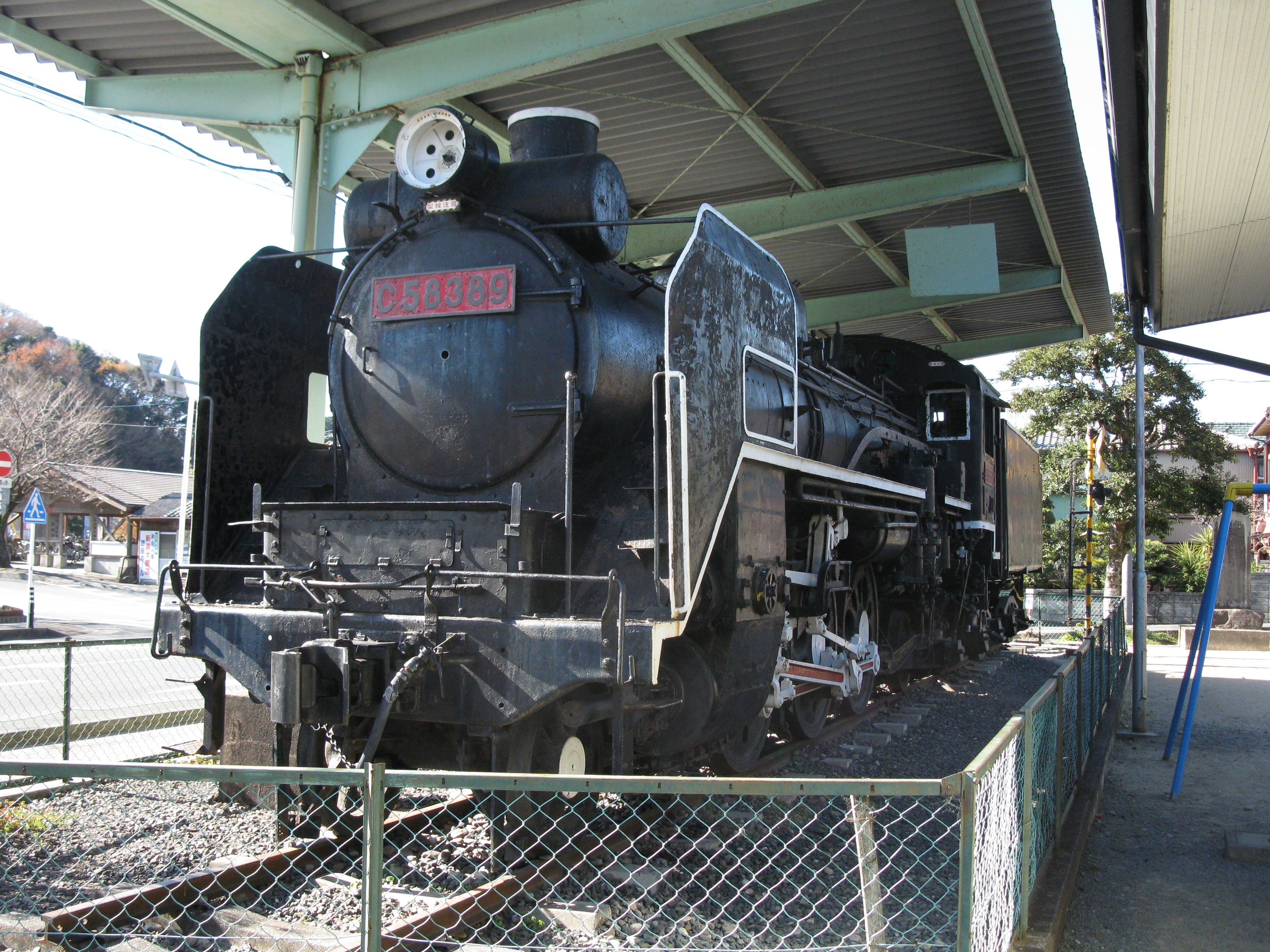
보존된 C58형 389호기 모습(2011년 1월 10일)

## 역사
- 1940년 6월 1일: 후타마타 선 도토미후타마타역(일본어: 遠江二俣駅)으로 영업 개시.
- 1958년 11월 1일: 엔슈 철도의 동차가 니시카지마역에서 당역까지 직결 운행을 개시.
- 1966년 10월 1일: 엔슈 철도의 동차 직결 운행을 폐지.
- 1982년 11월 1일: 화물 취급 폐지(여객 전용역이 됨).
- 1987년 3월 15일:
  - 일본국유철도 후타마타 선이 폐지. 제3 섹터 덴류하마나코 철도가 개통.
  - 역 명칭을 덴류후타마타역으로 변경.

## 인접역
| 덴류하마나코 철도 ■ 덴류하마나코 선 | 덴류하마나코 철도 ■ 덴류하마나코 선 | 덴류하마나코 철도 ■ 덴류하마나코 선 |
| ----------------------------------- | ----------------------------------- | ----------------------------------- |
| 가미노베 가케가와 방면              | 보통                                | 후타마타혼마치 신조하라 방면        |